# Gersdorf (Haselbachtal)
Gersdorf (obersorbisch Girsecy) ist ein Ortsteil der Gemeinde Haselbachtal im sächsischen Landkreis Bautzen.

## Geographie und Verkehr
Der Ort befindet sich rund sieben Kilometer südwestlich der Stadt Kamenz und rund 35 Kilometer nordöstlich der Landeshauptstadt Dresden. Der Ort liegt in der westlichen Oberlausitz im Westlausitzer Hügel- und Bergland. Der höchste Berg ist mit 384 Metern der Brandhübel und das Tal wird von der Haselbach durchquert.
Vom innerhalb der Gemeinde liegenden Bahnhof Bischheim-Gersdorf ist Dresden in rund 45 Minuten mit der S-Bahn zu erreichen.

## Geschichte
Die Ortsteile Gersdorf und Möhrsdorf sind klassische Waldhufendörfer und werden im Jahr 1225 (Gersdorf) und 1264 (Möhrsdorf) erstmals urkundlich erwähnt. Seit dem 14. Februar 1958 gehören die beiden Orte zusammen. Seit 2001 gehört Gersdorf zur Gemeinde Haselbachtal.
In Gersdorf wurden die Mütter von Gotthold Ephraim Lessing (im Pfarrhaus) und Bildhauer Ernst Rietschel geboren. Für beide gibt es Gedenktafeln an ihren Geburtshäusern.
Im April 1945 hängten Bewohner des Ortes weiße Fahnen heraus, um zu verhindern, dass der Ort beschossen wird. Die SS machte den Ortspfarrer Karl Talazko und den Bürgermeister dafür verantwortlich und erschoss beide einen Tag später in Pulsnitz. Die SS setzte außerdem die Kirche in Brand. Sie wurde nach dem Krieg wiederaufgebaut. Der Grabstein für den Bürgermeister existiert nicht mehr. Der Grabstein für Pfarrer Talazko existiert noch, allerdings ohne Angabe der Todesursache.

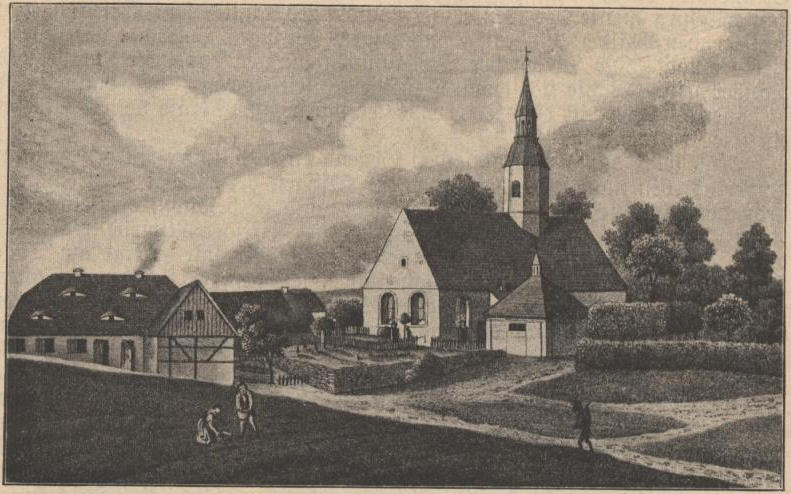
Gersdorf um 1840
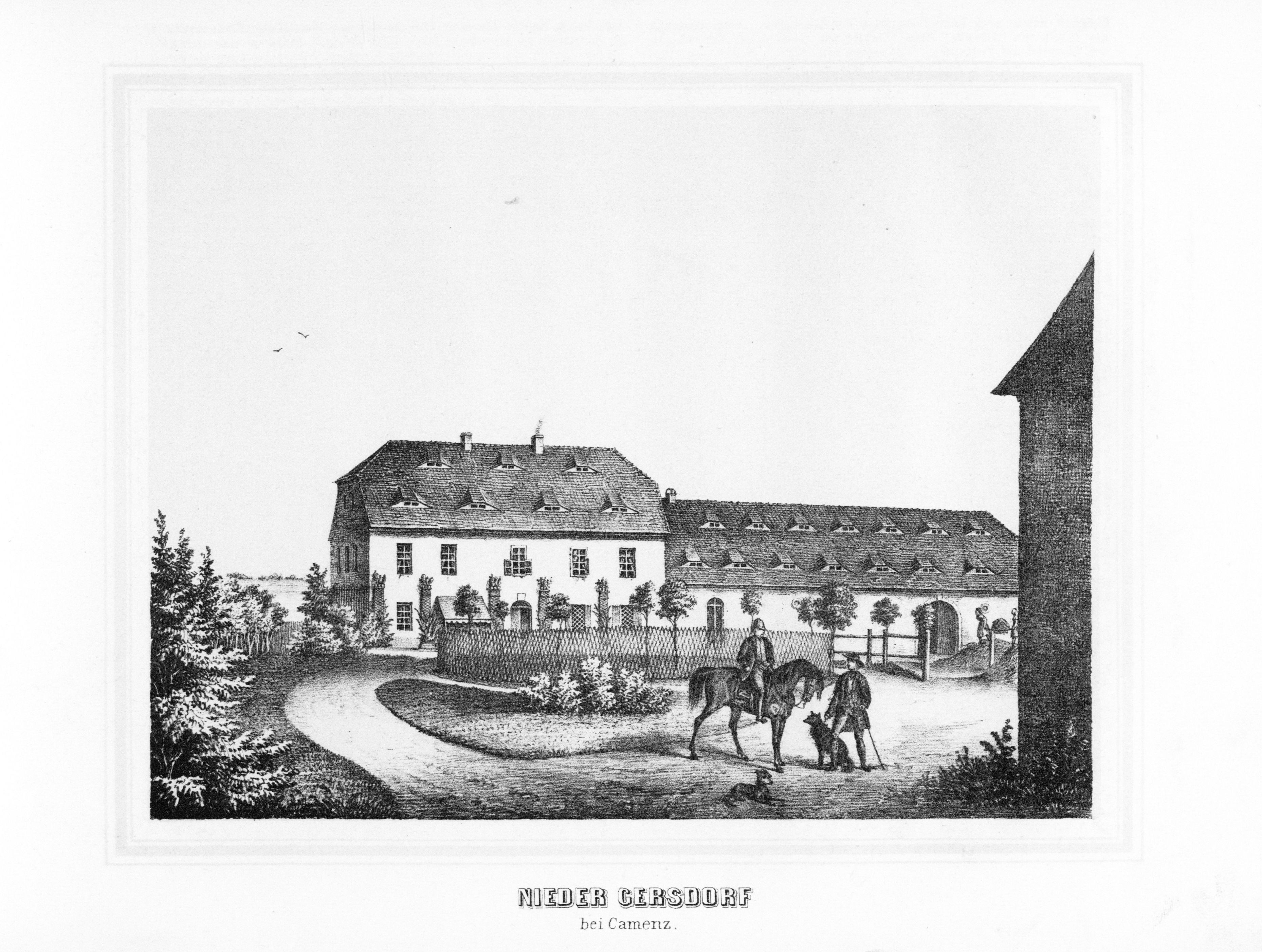
Rittergut Nieder-Gersdorf (1859)
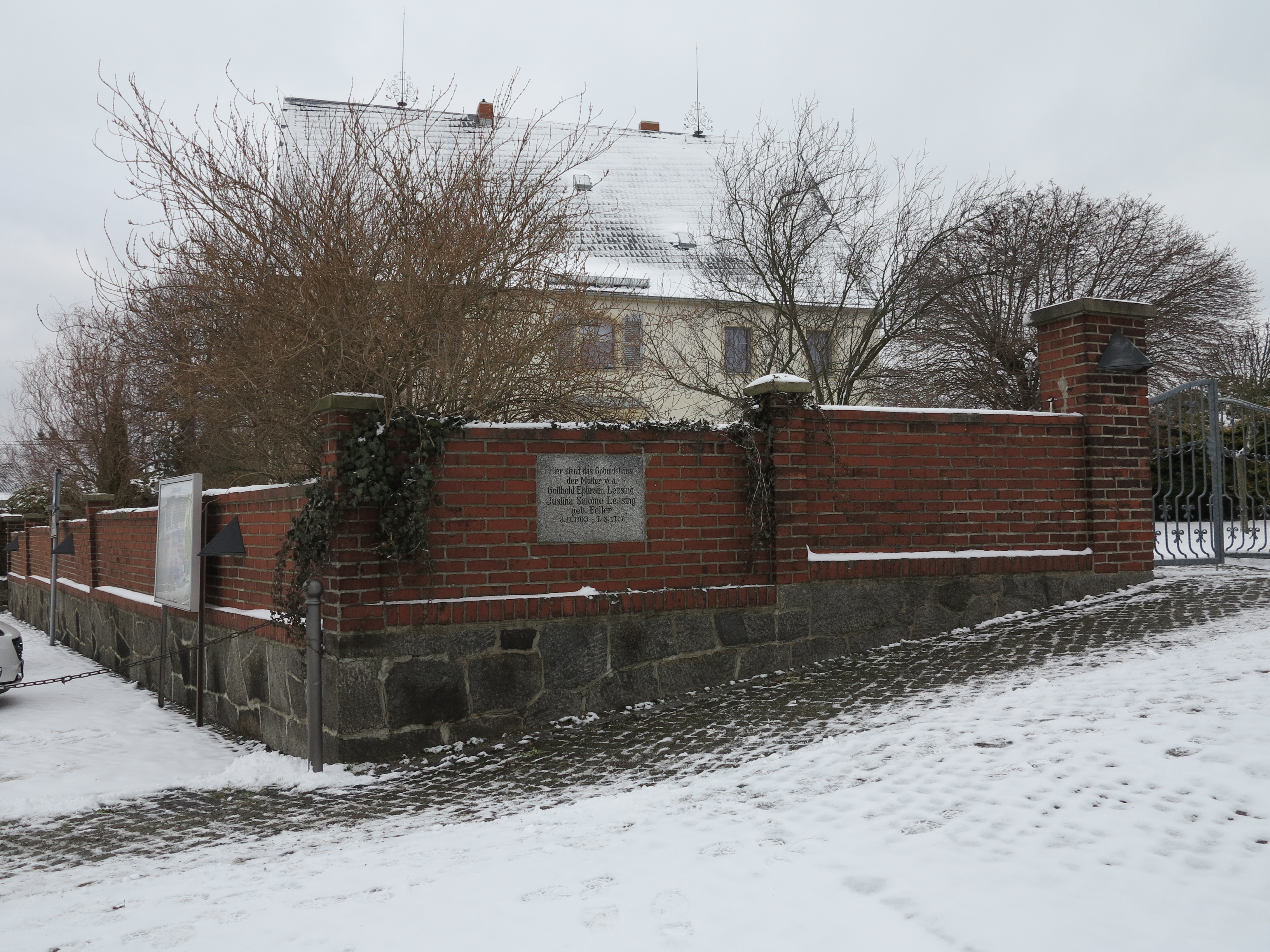
Erinnerungstafel für Justina Salome Lessing, geb. Feller (* 3. November 1703; † 7. März 1777), Mutter von Gotthold Ephraim Lessing.
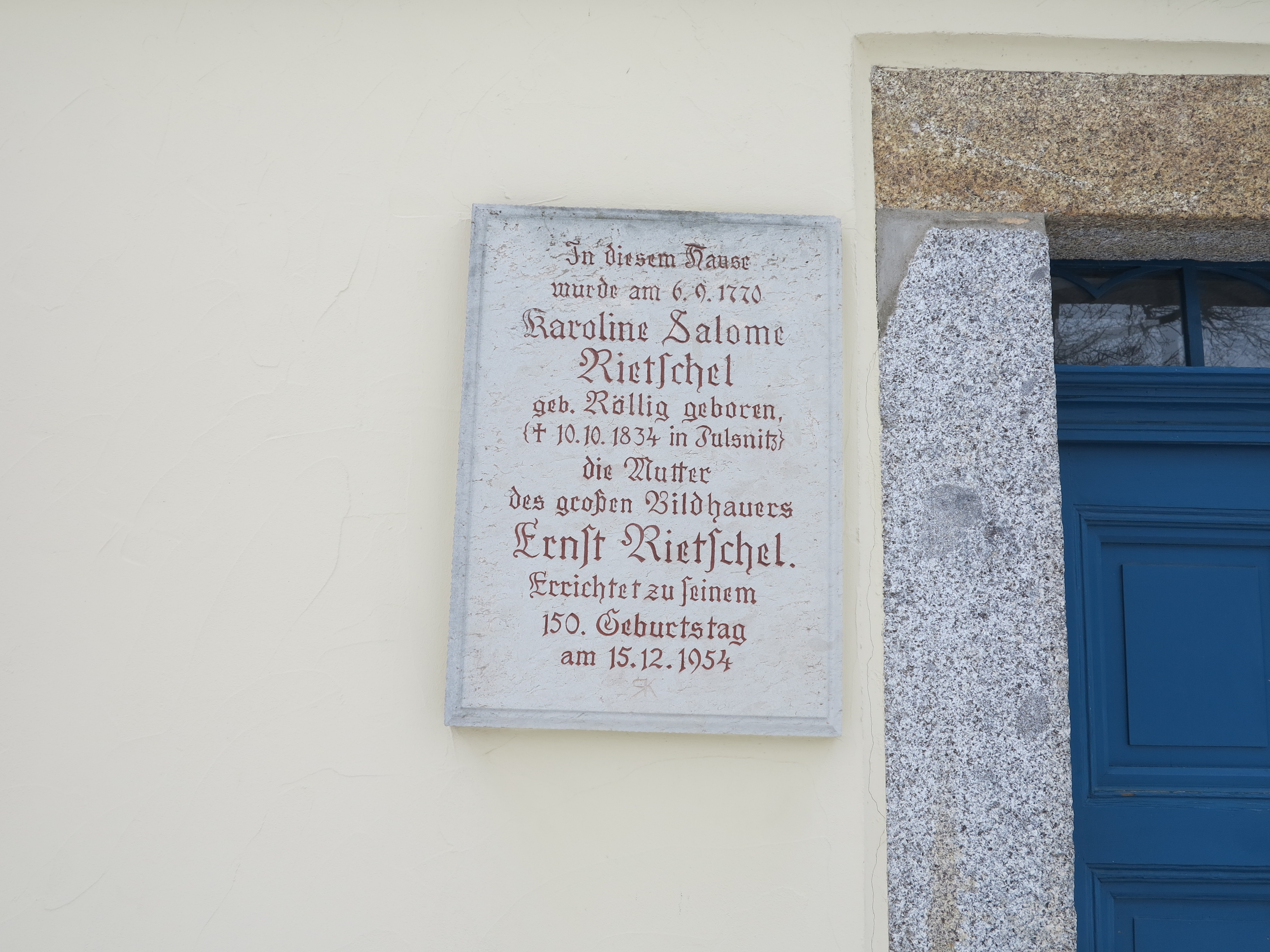
Geburtshaus von Karoline Salome Rietschel

## Sport
- Der größte Verein ist der TuS 1890 Gersdorf-Möhrsdorf, mit den Abteilungen Tischtennis, Schach, Gymnastik, Handball und Volleyball.